# Georges Wagnière
Georges Wagnière (Florence, 19 augustus 1862 - Genève, 20 april 1948), was een Zwitsers politicus.
Georges Wagnière was de zoon van een koopman en later directiemedewerker bij de Banca d'Italia. Hij groeide op in Florence. Op 13-jarige leeftijd ging hij naar school in Lausanne. Voorts studeerde hij rechten in Lausanne, Leipzig en Pisa. Daarna werkte hij gedurende zeven jaar in Florence en Rome. Na zijn terugkeer in Zwitserland werd hij vertaler op het Departement van Justitie en Politie.
Georges Wagnière werd in 1895 tot tweede vicekanselier (dat wil zeggen naast hem functioneerde nog een vicekanselier, Hans Schatzmann). Hij bleef vicekanselier tot 1902. Hij was de eerste Franstalige vicekanselier sinds Heinrich Mousson.
Georges Wagnière begon na zijn aftreden als vicekanselier aan een carrière als politiek journalist. Hij was redacteur buitenlandse politiek voor de liberale krant Journal de Genève, later was hij hoofdredacteur en directeur van deze krant. Daarnaast schreef hij boeken over politieke onderwerpen.
Georges Wagnière was van 1918 tot 1935 Zwitsers gezant in Rome. Daarna werkte hij voor het Internationale Rode Kruis in Genève.